# Movimento 2 giugno
Il Movimento 2 giugno (in tedesco, Bewegung 2. Juni) è stato un gruppo di lotta armata attivo negli anni settanta soprattutto a Berlino Ovest.
Fondato approssimativamente nel 1971, il movimento fu responsabile di svariati attentati e del rapimento di Peter Lorenz, deputato regionale e poi nazionale della CDU. Al contrario della più nota Rote Armee Fraktion, la sua ideologia politica era più tendente all'anarchismo e allo spontaneismo.
Il nome fu ispirato dalla morte di Benno Ohnesorg, studente tedesco-occidentale ucciso dalla polizia il 2 giugno 1967, a margine di alcuni scontri avvenuti durante la visita dello Shah Mohammad Reza Pahlavi e di sua moglie in Germania Ovest.
Il movimento si sciolse ufficialmente il 2 giugno 1980. Una parte dei membri aderì alla RAF.

## Storia

### Le origini del movimento
Il Movimento 2 giugno affondava le sue radici nella controcultura militante della Berlino Ovest del 1968 (definita dall'ambiente movimentista come "Il Blues") e della Kommune 1 e nello spontaneismo armato dei Tupamaros West-Berlin. Non esistono risoluzioni strategiche o altri documenti ufficiali che definiscano chiaramente l'orientamento politico del movimento, anche se ideologicamente si configurava come più vicino all'anarchismo, al comunismo consiliare e allo spontaneismo del movimento anti-autoritario, piuttosto che alle principali declinazioni marxiste-leniniste degli altri gruppi terroristici dell'epoca.
Non si può stabilire nemmeno una data esatta di nascita del movimento, dal momento che il Movimento si evolse da una rete di piccoli gruppi autonomi con una logistica propria, anche se orientativamente viene indicata l'estate del 1971 come periodo di creazione. Il 4 dicembre 1971, due dei co-fondatori del Movimento (Georg von Rauch e Michael "Bommi" Baumann) vennero fermati per un normale controllo dalla polizia: nella sparatoria che ne seguì, von Rauch rimase ucciso, mentre Baumann riuscì a scappare. Un altro membro del movimento, Rolf Pohle, fu arrestato insieme alla terrorista della RAF Marianne Herzog sempre ai primi di dicembre 1971.

### I primi attentati
I primi atti terroristici del movimento furono rivolti contro obiettivi nel settore sotto controllo britannico di Charlottenburg, come reazione alla "domenica di sangue" di Derry (30 gennaio 1972): dopo aver dato fuoco a due auto militari, il gruppo pianificò un attentato contro il British Yacht Club di Berlino Ovest. Originariamente, la bomba avrebbe dovuto esplodere durante la notte fra il 1º e il 2 febbraio, quando il circolo era deserto. Tuttavia, secondo la ricostruzione dell'ex-terrorista del Movimento Inge Viett, l'esecutore materiale dell'attentato Harald Sommerfeld «"dimenticò", intenzionalmente oppure no, di avviare il timer; cosicché la bomba non esplose nel tempo previsto». La bomba fu ritrovata il mattino successivo dall'anziano costruttore di imbarcazioni tedesco Erwin Beelitz, che accidentalmente la fece esplodere, rimanendo ucciso.
Il 29 marzo, un altro terrorista del Movimento, Till Meyer, venne arrestato in seguito a una sparatoria a Bielefeld. Meyer fu condannato a fine anno a tre anni di carcere per tentato omicidio di un poliziotto, per poi evadere dalla prigione il 13 novembre 1973.
Pur non essendoci mai stata nessuna vera rivendicazione, si suppone che anche una bomba dimostrativa scoppiata il 2 giugno 1972 fosse da attribuire al movimento. Una settimana dopo, un altro membro del Movimento, Bernhard Braun, fu arrestato a Berlino Ovest insieme alla terrorista della RAF Brigitte Mohnhaupt.
Il 4 giugno 1974, Ulrich Schmücker fu ritrovato morto con un colpo di pistola alla testa nella Grunewald. Inizialmente, si pensò a un'esecuzione di un informatore della polizia o a un colpo esploso per errore durante una finta esecuzione. L'ipotesi dell'esecuzione fu poi confermata il 7 giugno 1974, con un comunicato ricevuto dalle agenzie di stampa. Il caso ebbe una vasta eco, sia per la natura del fatto, sia per il coinvolgimento dei servizi di sicurezza nella vicenda: Schmücker, infatti, era diventato un informatore della polizia.

### L'omicidio Drenkmann e il sequestro Lorenz
In seguito alla morte in carcere di Holger Meins (membro della RAF), il Movimento decise di organizzare un rapimento di rappresaglia: la scelta cadde su Günter von Drenkmann, presidente della Corte federale di giustizia. Il gruppo pianificò di rapire von Drenkmann a casa sua il 10 novembre 1974, ma nella colluttazione il magistrato fu colpito da tre colpi di pistola (ancora oggi non si sa chi li esplose) e morì successivamente in ospedale. Il caso suscitò una forte polarizzazione in Germania: da una parte, ci fu chi chiese misure molto più drastiche contro i terroristi; dall'altra, ci furono anche coloro che "giustificarono" l'omicidio per il trattamento considerato inumano riservato a Meins e agli altri terroristi in carcere.
I terroristi non abbandonarono però i loro propositi e decisero quindi di riprovare, stavolta scegliendo un politico, il deputato del Land di Berlino Ovest della CDU e candidato a sindaco Peter Lorenz. L'operazione scattò tre giorni prima delle elezioni, il 27 febbraio 1975: per la sua liberazione, il Movimento chiese la liberazione dei terroristi Gabriele Kröcher-Tiedemann, Horst Mahler, Ingrid Siepmann, Rolf Heissler, Rolf Pohle e Verena Becker, così come un Boeing 707 per fuggire verso un luogo di loro scelta e 9.000 dollari a testa. Fu inoltre richiesta la scarcerazione immediata di altre due persone, Ettore Canella e Gerhard Jagdmann, arrestati durante le proteste avvenute nel novembre precedente. Il Governo accettò le richieste e i terroristi liberati vennero trasportati ad Aden (a eccezione di Mahler, che scelse di rifiutare la scarcerazione).
Lungo l'estate 1975, il Movimento si rese protagonista di altre azioni molto meno violente, come la distribuzione gratuita di biglietti per la U-Bahn e due raid in banca in cui furono distribuiti cioccolatini ai clienti e agli impiegati. Tuttavia, entro settembre tutta la dirigenza superstite del gruppo (Ralf Reinders, Till Meyer, Inge Viett, Julianne Plambeck, Fritz Teufel e Gabrielle Rollnick) era stata già arrestata e sottoposta a processo sia per il sequestro Lorenz, sia per i raid nelle banche. Reinders fu inoltre processato per l'omicidio di von Drenkmann.

### Le ultime azioni e lo scioglimento
Il 7 luglio 1976 Monika Berberich (membro della RAF) assieme alla Viett, alla Plambeck e alla Rollnick evasero dal carcere. Solo la Berberich fu ricatturata nei giorni successivi, mentre le altre tre riuscirono a sfuggire alla cattura. Di lì in poi, il Movimento 2 giugno riuscì a mettere a segno solo due ulteriori azioni: il rapimento dell'imprenditore austriaco Walter Palmers (novembre 1977) e l'evasione di Till Meyer (27 maggio 1978).
Già dall'autunno 1977, tuttavia, il Movimento iniziò a mostrare i primi segni di rottura ideologica: una parte dei membri intendeva adottare strategie più affini alla RAF, mentre un'altra parte (definita più "populista") intendeva distanziarsi nettamente dalle azioni di quest'ultima. Il 2 giugno 1980, la Rollnick (arrestata l'anno prima in Bulgaria) presentò un documento con cui annunciava lo scioglimento ufficiale del Movimento e il suo confluimento nella RAF. Il documento fu contestato dalla fazione "populista" del Movimento.